# Tomás Pineda
Tomás Ernesto Pineda Nieto (Santa Ana; 21 de enero de 1946) es un jugador de fútbol retirado de El Salvador.
Después de retirarse, se dedicó al sector inmobiliario, la arquitectura y administración en una empresa de automoción.

## Trayectoria
Apodado el Flaco, debutó como futbolista en 1963 con la Universidad de El Salvador, luego en 1967 pasó al Alianza donde ganó la Copa de Campeones de la Concacaf 1967.
Posteriormente en 1971 estuvo en la Juventud Olímpica, dónde compartió vestuario con Juan Ramón Martínez. Dos años después se fue al Luis Ángel Firpo y se retiró con Alianza en 1976.

## Selección nacional
Fue el segundo portero de Raúl Alfredo Magaña y Gualberto Fernández durante su carrera con la selección de El Salvador, con quien jugó entre 1969 y 1976.
Estuvo en la convocatoria del Mundial de 1970. Durante la Copa del Mundo celebrada en México, no disputó ningún partido.
Jugó los dos encuentros contra Panamá de las rondas preliminares de la Copa Mundial de Argentina 1978, siendo el segundo su retiro con selección y el debut de Silvio Aquino.

### Participaciones en Copas del Mundo
| Mundial                        | Sede   | Resultado    |
| ------------------------------ | ------ | ------------ |
| Copa Mundial de Fútbol de 1970 | México | Primera fase |

## Clubes
| Club              | País        | Año       |
| ----------------- | ----------- | --------- |
| Universidad       | El Salvador | 1963-1967 |
| Alianza           | El Salvador | 1967-1971 |
| Juventud Olímpica | El Salvador | 1971-1973 |
| Luis Ángel Firpo  | El Salvador | 1973-1975 |
| Alianza           | El Salvador | 1976      |

## Palmarés

### Títulos nacionales
| Título           | Equipo            | País        | Año  |
| ---------------- | ----------------- | ----------- | ---- |
| Primera División | Juventud Olímpica | El Salvador | 1971 |
| Primera División | Juventud Olímpica | El Salvador | 1973 |

### Títulos internacionales
| Título                           | Equipo  | País        | Año  |
| -------------------------------- | ------- | ----------- | ---- |
| Copa de Campeones de la Concacaf | Alianza | El Salvador | 1967 |